# Schele Vanderlinden
Schele Vanderlinden, ook wel  “Schele Vanderlinde”, “Schele Vander Linde”, “Schele Van der Linde” of "Schele Van der Linden" genoemd, is een Vlaams figuur uit de Belgische historische letteren.

## De historische“Schele Vanderlinden”
Er heeft wel degelijk ooit een “Schele Van der Linden” bestaan, die deze bijnaam kreeg omdat hij scheel zag. Deze Van der Linden (Lokeren, 1852°)  was een voerman en herbergier die gehuwd was met Marie Louise De Wilde (Laarne, 1857°). Het gezin had acht kinderen. Van der Linden vestigde zich in 1896 in Zeveneken. Het gezin verloor twee zonen in de Eerste Wereldoorlog.
In 2010 werd er van deze “Schele” Van der Linden een stadsreus gemaakt. Het was meteen ook de eerste stadsreus van Zeveneken. 

## In populaire cultuur
Schele Vanderlinden is een legendarisch figuur geworden in de Vlaamse folklore, al hebben de meeste culturele bewerkingen en schuine liedjes niets met de oorspronkelijke man te maken.  
- De Antwerpse Poesje-poppentheaters hebben al sinds de 19de eeuw een pop die de “Schele” heet. De Schele loenst en stottert, maar is verder wel een intelligente man. De pop is overigens een unieke Antwerpse creatie die in buitenlandse traditionele poppentheaters geen equivalent heeft. De “Poesje”-theaters spelen enkel op aanvraag en voor grote gezelschappen. Traditiegetrouw worden deze mensen op de Antwerpse Grote Markt opgepikt door een accordeonspeler die zichzelf “Schele Vanderlinden” noemt.

- Schrijver Willem Elsschot schreef ooit een studentenlied over “Schele Vanderlinde” vol schuine humor. In Elsschots versie is Schele Vanderlinde een kreupele man met een meterslange penis en hete teelballen. Hij houdt zich volgens het lied bezig met masturberen,  seks en vrouwen doodslaan met zijn geslachtsorgaan. De man wordt uiteindelijk onthoofd vanwege zijn misdaden, maar volgens Elsschot was “zijne kop (…) nog niet van zijn lijf, of zijne meter stond weeral stijf.” Vanderlinde komt aan in de hemel waar hij ruzie krijgt met God omdat hij de hemel verandert in een bordeel. Hij wordt dan maar naar de hel gestuurd, waar hij iedereen penetreert tot Satan hem buitengooit. Het lied eindigt vervolgens met de mededeling dat “zijn geest hier nog altijd ronddwaalt en het vuur in de wijven hun kont blaast.”

- Er bestaat ook een West-Vlaams volksliedje rond “Schele Vanderlinden”, met onder meer de regels:  “Schele Van der Lind wierd soldaot/en ie smeerde zin stutten mè zin eigen zaod/Schele Van der Linde gink noar Parijs en poepte daor den eerste prijs.” Het is de bedoeling dat één iemand in de zaal de regel zingt en er een rijm op improviseert. De andere mensen moeten zijn regel dan in koor herhalen.

- In 1974 had de groep De Strangers een hit met het nummer “Schele Vanderlinden”, een bewerking van “Gigi L’ Amoroso” door Dalida. De Schele Vanderlinden in dit nummer is een schele, ongetrouwde brandweerman (“pompier”) uit Lier die zeer populair is bij vrouwen. Sommige dames steken zelfs speciaal hun huis in brand opdat hij zou langskomen. In het lied vertrekt hij naar Sluis om er een seksboetiek te openen, maar krijgt heimwee en keert onder een triomfantelijke ontvangst weer terug naar België. Tijdens optredens en in hun videoclip speelde Pol Bollansee de rol van “Schele Vanderlinden”. Jos Ghysen liet op Radio 2 ooit dit lied aan Dalida horen.

- In het De Kiekeboesalbum "Tegen de sterren op" (1978) roept een satanische man, de Orgieter, verschillende duivelse goden aan: Astaroth, Beëlzebub, Lucifer (Satan) en ook "Schele Vanderlinden".

- Raymond van het Groenewoud vermeldt “Schele Vanderlinden” in zijn lied “De lotgevallen van Engelbert Humperdinck” op de plaat “Intiem” (1988) in de regels: “’k Vroeg aan Schele Vanderlinden me te helpen, maar hij lachte: “Nee, nee, nee.”